# Bohunivka, Horohiv
Bohunivka (în ucraineană Богунівка) este un sat în comuna Peremîl din raionul Horohiv, regiunea Volînia, Ucraina.

## Demografie
Componența lingvistică a localității Bohunivka
     Ucraineană (100%)
Conform recensământului din 2001, toată populația localității Bohunivka era vorbitoare de ucraineană (100%).